# Juan de la Cueva
Juan de la Cueva de Garoza (Sevilla, 23 d'octubre de 1543 – Granada, octubre de 1612) fou un poeta i dramaturg espanyol del segle d'or espanyol.

## Biografia
Fou germà de l'ardiaca de Guadalajara i visqué a Conca, a Canàries i a Mèxic entre 1574 i 1577; al seu retorn a Espanya va començar la seva carrera dramàtica. S'inspirà en el romanç i en la mitologia grecollatina i adoptà temes llegendaris i històrics per explotar el patriotisme castellà; trencà les unitats aristotèliques d'acció, temps i lloc, motiu pel qual hom considera que s'anticipà en part a la fórmula dramàtica de Lope de Vega, si bé ell encara les va dividir en quatre jornades.
A més, escrigué cinc sonets, diverses èglogues, una elegia, una sextina, tres madrigals i dues odes, que apareixen en el cançoner Flores de Varia Poesía. L'Ejemplar Poético, escrit vora el 1606 i dividit en tres epístoles, és un art poètic manierista en tercets encadenats. Altres obres seves són Viage de Sannio (1585), poema de crítica literària on fa esment de nombrosos enginys de la seva època; La Muracinda és una narració èpica burlesca d'una venjança entre gossos i gats en hendecasíl·labs blancs; un poema mitològic en octaves reals és Llanto de Venus en la muerte de Adonis i una narració mitològica burlesca també en octaves reals titulada Los amores de Marte y Venus. Es va publicar una col·lecció dels seus poemes com a Obras de Juan de la Cueva (Sevilla, 1582) i els seus romanços apareixen a Coro Febeo de Romances historiales (1587). També va temptar l'èpica culta, amb el poema en quatre cants La conquista de la Bética (Sevilla, 1603), que descriu la conquesta de Sevilla per Ferran III de Castella.
Es conserven, a més, 14 peces dramàtiques en quatre jornades, de les quals les més importants són El infamador, on el protagonista prefigura l'arquetip del Don Joan clàssic i que introdueix personatges al·legòrics, El Saco de Roma, La muerte del Rey Don Sancho, La libertad de España por Bernardo de Carpio i Siete Infantes. Aquestes i altres obres es van imprimir el 1583 sota el títol Primera parte de las tragedias y comedias de Juan de la Cueva (una segona part no va arribar a sortir, encara que potser es va demanar permís). En aquestes obres no s'aprecia una clara distinció entre els gèneres tràgic i còmic. Van quedar inèdits des de 1608 Los 4 libros de los inventores de las cosas, que va publicar Juan José López de Sedano en 1778.

## Obres
- Obras de Juan de la Cueva (Sevilla, 1582)
- Primera parte de las tragedias y comedias de Juan de la Cueva, 1583.
- Viage de Sannio (1585)
- Coro Febeo de Romances historiales (Sevilla: Joan de León, 1587)
- La conquista de la Bética (Sevilla: Francisco Pérez, 1603)
- Ejemplar Poético (ca. 1606)
- Fábulas mitológicas y épica burlesca, Madrid: Editora Nacional, 1984.
- Los cuatro libros de Juan de la Cueva de los inventores de las cosas, inèdit des de 1608 publicat per Juan José López de Sedano en el seu Parnaso Español (1778). És una traducció en vers solt, refosa i amplificada, de l'obra homònima escrita en llatí per Polydore Vergil, De rerum inventoribus libri octo (1546).
- Traducció de Jean Tixier de Ravisi, Oficina de Joan Ravisio Textor. Traduzida de lengua latina en española por Juan de la Cueva y añadida de otras muchas cosas, 1582. La pista d'aquest manuscrit es perd el 1844, quan era propietat de Fermín de Clemente, exdiputat per Veneçuela.
- Siete Infantes (1579)